# Le médecin malgré lui (ópera)
Le médecin malgré lui (título original en francés; en español, El médico a su pesar) es una opéra comique en tres actos con música de Charles Gounod y libreto en francés de Jules Barbier y Michel Carré, basado en la obra de Molière Le Médecin malgré lui. Se estrenó en el Théâtre Lyrique de París el 15 de enero de 1858. Como la obra usa diálogo hablado y versos tomados directamente de la obra de Molière, la Comédie-Française intentó sin éxito bloquear representaciones de la ópera. Se repuso en la Opéra-Comique en 1872, 1886, 1902 y 1938; se vio en Hamburgo, Estocolmo y Varsovia en 1862; y en Inglaterra entre 1865 y 1891.
La ópera se ha representado rara vez en años recientes, aunque ha habido retransmisiones por radio: la BBC en los cincuenta y la radio francesa en los setenta. En las estadísticas de Operabase aparece con sólo seis representaciones en el período 2005-2010.